# Натансон, Исидор Павлович
Исидор Павлович Натансон (8 февраля 1906, Цюрих — 3 июля 1964, Ленинград) — советский математик.

## Биография
Родился в Швейцарии. Родители — Павел Натанович (Николаевич) Натансон (1881, Двинск — ?), бундист, и Вера Яковлевна Раппопорт (племянница литератора С. Ан-ского). В том же году семья вернулась в Россию. Примерно в 1915 году переехали в Петроград и сняли квартиру на 8-й Советской (тогда — Рождественской) улице.
В 1929 году женился на Елизавете Петровне Соколовой.
Окончил Ленинградский университет (1929), ученик Григория Фихтенгольца.
С 1930 года преподавал, вместе с Леонидом Канторовичем и Дмитрием Фаддеевым, в Ленинградском институте промышленного строительства, с 1934 года заведовал кафедрой в Ленинградском институте точной механики и оптики.
Доктор физико-математических наук (1937), профессор (1939).
В 1943 году в эвакуации в Барнауле начал работать в Ленинградском инженерно-строительном институте.
В 1957 году перешёл в Ленинградский университет, с 1960 года заведовал кафедрой математического анализа.
Профессором математики был также сын И. П. Натансона Гаральд Исидорович Натансон (1930—2003).
Похоронен на Красненьком кладбище.
Дядя — Натансон Лев Николаевич (1877—1936) — учёный в области оториноларингологии, профессор 2-го Московского мед. института.

## Книги
- «Теория функций вещественной переменной» (1941, 4 переиздания)
- «Конструктивная теория функций» (1949)

Научно-популярные книги:
- «Простейшие задачи на максимум и минимум» (1950)
- «Суммирование бесконечно малых» (1953),

Учебник
- «Краткий курс высшей математики» (1963, множество переизданий).